# Regionvalen i Sverige 2022
Regionvalen i Sverige 2022 ägde rum söndagen den 11 september 2022.
Vid detta val kom regionfullmäktige för mandatperioden 2022–2026 i Sveriges 21 regioner att väljas. Samtidigt kom det också att hållas allmänna val till kommunfullmäktige i Sveriges 290 kommuner och till Sveriges riksdag.